# Rhynchosia ramosa
Rhynchosia ramosa är en ärtväxtart som beskrevs av Bernard Verdcourt. Rhynchosia ramosa ingår i släktet Rhynchosia och familjen ärtväxter. Inga underarter finns listade i Catalogue of Life.